# Hidron (hemija)
U hemiji, hidron je generalno ime za katjonsku formu atomskog vodonika , što je najčešće "proton". Hidron obuhvata katjone vodonika nezavisno od njihove izotopske kompozicije. On je kolektivni naziv za: protone, deuterone ( ili ), i tritone(). Za razliku od drugih jona, hidron sadrži samo atomsko jezgro.
Hidron (kompletno slobodno ili ogoljeno atomsko jezgro vodonika) je suviše reaktivno da bi se javilo u većini tečnosti. Slobodni hidron bi reagovao sa molekulima tečnosti da formira kompleksnije katjone. Primeri su hidronijum jon u na vodi baziranim kiselinama, i , nestabilni katjon fluoroantimonske kiseline, najjače superkiseline. Iz tog razloga, u takvim tečnostima hidroni se kreću difuzijom putem kontakta od jednog kompleksnog katjona do drugog, putem Grotusovog mehanizma.